# 陈瓖
陈瓖，河南光山人，是一名明朝政治人物。进士出身。
陈瓖曾于1494年接替刘璟任松江府知府一职，149年年由刘琬接任。